# Moritzoppia neerlandica
Moritzoppia neerlandica är en kvalsterart som först beskrevs av Oudemans 1900.  Moritzoppia neerlandica ingår i släktet Moritzoppia och familjen Oppiidae. Inga underarter finns listade i Catalogue of Life.